# Lecidea epiphaea
Lecidea epiphaea är en lavart som beskrevs av William Nylander. 
Lecidea epiphaea ingår i släktet Lecidea och familjen Lecideaceae. Arten är reproducerande i Sverige.